# Henri-Pierre Maillard
Henri-Pierre Maillard, né le 24 février 1924 à Paris et mort le 6 février 2011 à Clamart, est un architecte français.

## Biographie
Henri-Pierre Maillard est élève d'André Lurçat. Longtemps associé de l'architecte Paul Ducamp, il est surtout connu pour ses piscines, dont notamment le stade nautique de Meaux-Beauval (1972).
On lui doit la conception de systèmes constructifs auto-porteurs, notamment la mise au point du "Modèle innovation Maillard SAE", communément appelé "tabouret Maillard", dont un exemple se trouve aux Immeubles Les Croisés, 1 à 6 allée Guynemer et rue Marx-Dormoy à Neuilly-sur-Marne.
Il enseigne pendant 25 ans à l’École nationale supérieure des beaux-arts, au sein de l'Unité pédagogique d'architecture no 1 (UP1) à Paris. Il est également membre des comités de rédaction de plusieurs revues professionnelles (L'Architecture d'aujourd'hui, Techniques et architecture et D'architecture).
Les archives de son agence, données à l'État par ses héritiers, sont conservées aux Archives nationales à Fontainebleau

## Chronologie de ses réalisations
- 1960-1962 : Piscine de Boulogne-Billancourt, avec Paul Ducamp
- 1960-1966 : Piscine de Melun, avec Paul Ducamp
- 1972 : Piscine de Meaux-Beauval, avec Paul Ducamp